# Nutcraka
Nutcraka è un videogioco a piattaforme pubblicato nel 1984 per BBC Micro e Commodore 64 dalla Software Projects di Liverpool. Il protagonista è uno scoiattolo che deve raccogliere ghiande; il titolo è una storpiatura di nutcracker, "schiaccianoci". Secondo le riviste Zzap64 e Tilt era un gioco adatto soprattutto ai più piccoli.

## Modalità di gioco
Il giocatore controlla lo scoiattolo Cyril che può soltanto camminare con piccoli saltelli a destra e sinistra e saltare con traiettoria fissa. L'ambiente di gioco è visto di profilo con scorrimento orizzontale in entrambi i sensi. Sopra un terreno piatto spuntano alberi, fiori, funghi e muri di diverse altezze, le cui cime e a volte le sporgenze intermedie costituiscono le piattaforme. La parte superiore dello schermo è occupata da un semplice sfondo montagnoso, dotato solo nella versione Commodore di scorrimento parallattico.
Ci sono in tutto otto livelli e l'obiettivo è sempre raccogliere tutte le ghiande sparse, di solito sulle piattaforme più in alto, entro un limite di tempo. I nemici sono animali che vagano per l'ambiente seguendo schemi fissi: formiche e lumache che camminano sul terreno, api e farfalle che volano. Se si tocca uno degli animali si perde una delle tre vite e si ricomincia il livello da capo.
Si può selezionare il livello di partenza e, solo su Commodore, la velocità di gioco bassa o alta.